# Бернијенвил
Бернијенвил (фр. Bernienville) насеље је и општина у северној Француској у региону Горња Нормандија, у департману Ер која припада префектури Евре.
По подацима из 2011. године у општини је живело 274 становника, а густина насељености је износила 35,08 становника/km². Општина се простире на површини од 7,81 km². Налази се на средњој надморској висини од 139 метара (максималној 151 m, а минималној 136 m).

## Демографија
| 1962. | 1968. | 1975. | 1982. | 1990. | 1999. | 2011. |
| ----- | ----- | ----- | ----- | ----- | ----- | ----- |
| 154   | 166   | 184   | 232   | 239   | 246   | 274   |

График промене броја становника у току последњих година